# Töölö
Töölö, švédsky Tölö, je společný název pro čtvrti Etu-Töölö a Taka-Töölö v okrese Kampinmalmi v Jižním hlavním obvodu města Helsinky v provincii Uusimaa v jižním Finsku. Leží poblíž olympijského stadionu. Nachází se tam mnoho hotelů a pro turisty je to atraktivní místo k odpočinku. Čtvrť patří k těm bohatším místům jak v Helsinkách, tak celém Finsku.